# Lauhanvuori
Lauhanvuori est une basse montagne de Finlande. Située à la frontière des municipalités d'Isojoki et de Kauhajoki, dans la région d'Ostrobotnie du Sud, dominant les plaines alentour d'une centaine de mètres, c'est le plus haut sommet de la partie occidentale de la Finlande. Le sommet est formé de grès cambrien datant d'environ 600 millions d'années, une roche inhabituelle dans une région où les granites et gneiss sont beaucoup plus fréquents. Le sommet aux pentes douces est situé au cœur du parc national du même nom.